# گناهان کبیره (کتاب)
گناهان کبیره کتابی از سید عبدالحسین دستغیب که در آن به بررسی گناهان کبیره از نظر اسلام می‌پردازد. روش او بررسی گناهان از نظر قرآن و روایات اهل بیت پیامبر اسلام است. این کتاب که پس از انقلاب سال ۵۷ ایران نگارش یافته‌است، مورد اقبال عمومی قرار گرفت. این کتاب در بخش اول به گناهان کبیره‌ای می‌پردازد که علاوه بر کبیره بودن، وعده عذاب نیز دارند. در بخش دوم کتاب به سه دسته گناه اشاره شده است، اول گناهانی که در قرآن و روایات معتبر وعده صریح یا ضمنی به جهنم و عذاب بر آن داده شده است. دوم گناهانی که در روایات به بدتر بودن آنها از برخی گناهان کبیره تصریح شده باشد. سوم گناهانی که نزد دینداران بزرگ جلوه کرده‌است.